# Irakli Ciciszwili
Irakli Ciciszwili (gruz. ირაკლი ციციშვილი, ur. 17 grudnia 1918 w Tbilisi, zm. 4 maja 2001 tamże) – radziecki wojskowy, pułkownik, Bohater Związku Radzieckiego (1943), działacz kultury Gruzińskiej SRR.

## Życiorys
Był Gruzinem. Ukończył Tbiliski Instytut Politechniczny, od lipca 1941 służył w Armii Czerwonej, skończył kursy doskonalenia kadry dowódczej i został skierowany na front wojny z Niemcami. Był dowódcą 268 samodzielnego batalionu inżynieryjnego 38 Armii Frontu Woroneskiego w stopniu kapitana, w październiku 1943 wyróżnił się podczas bitwy o Dniepr, forsując rzekę wraz z batalionem k. wsi Swaromja w rejonie wyszogrodzkim w obwodzie kijowskim. W 1946 został zwolniony do rezerwy w stopniu pułkownika. Później był m.in. szefem Głównego Zarządu Ochrony Pomników i wiceministrem kultury Gruzińskiej SRR. Został pochowany w Panteonie w Didube w Tbilisi.

## Odznaczenia
- Złota Gwiazda Bohatera Związku Radzieckiego (29 października 1943)
- Order Lenina (29 października 1943)
- Order Rewolucji Październikowej (22 sierpnia 1986)
- Order Aleksandra Newskiego (13 maja 1944)
- Order Wojny Ojczyźnianej I klasy (11 marca 1985)
- Order Czerwonego Sztandaru Pracy (20 sierpnia 1971)

I medale.